# Encephalartos inopinus
Encephalartos inopinus  (лат.) — вечнозелёное древовидное растение рода Энцефаляртос (Encephalartos).
Растение древовидное. Ствол высотой 3 м, диаметром 15-25 см. Листья 100-150 см в длину, синие или серебряные, полуглянцевые; хребет желтоватый, прямой, жесткий, без колючек. Листовые фрагменты ланцетные, одноцветные; средние - 14-20 см длиной, 8-10 мм в ширину. Пыльцевые шишки 1-3, узкояйцевидные, зелёные, длиной 18-25 см, 6-8 см диаметром. Семенные шишки длиной 1-2, яйцевидные, зелёные, 30-35 см, 15-20 см, диаметром. Семена яйцевидные или продолговатые, 20-25 мм длиной, шириной 15-20 мм, саркотеста оранжевая.
Эндемик ЮАР (провинция Лимпопо). Наблюдается на высоте от 600 до 800 м над уровнем моря. Этот вид встречается редко, в основном в густых зарослях на обращённых к северу крутых склонах или выступах скал. Они растут на скелетных почвах или без почвы, на крутых склонах, в ущельях доломита. Количество осадков колеблется от мизерных 375 мм до 750 мм в год. Некоторые растения свисают с труднодоступных узких уступов высоко в ущельях.
Этот вид сильно пострадал от деятельности коллекционеров и, кроме того, большие стаи павианов повредили неокрепшие шишки и этим можно объяснить отсутствие всходов.